# Лаше, Ник
Николас Скотт «Ник» Лаше (англ. Nicholas Scott «Nick» Lachey, произносится [ləˈʃeɪ] «la-SHAY», род. 9 ноября 1973, Харлан, Кентукки, США) — американский поп-певец, актёр, режиссёр, телеведущий, участник реалити-шоу, который стал известен в конце 90-х благодаря своему участию в музыкальном коллективе 98 Degrees.
Лаше участвовал в реалити-шоу «Молодожёны: Ник и Джессика» вместе с Джессикой Симпсон, которая в то время была его женой.

## Ранние годы
Николас Скотт Лаше родился недалеко от границы штатов Кентукки и Вирджиния в Харлане, штат Кентукки. Мать — Кейт Фопма-Леймбэтч, отец — Джон Лаше. У Ника есть брат Дрю Лаше, сводная сестра Джози, единокровный брат Айзек, а также Зак и Кейтлин, которые были усыновленными детьми. Когда он рос в Огайо, он посещал Школу Креативного и изобразительного искусства в Цинциннати, развивая свой вокальный талант и стремление стать артистом. После окончания он поступил в Университет Южной Калифорнии в Лос-Анджелесе, штат Калифорния. Проучившись там год, Ник захотел быть ближе к своей семье и перевелся в Университет Майами в Оксфорде, штат Огайо, где он изучал спортивную медицину и стал членом братства Sigma Alpha Epsilon.
Заканчивая учёбу, Ник получил телефонный звонок от давнего друга, Джонатана Липпмана, который недавно встретил Джеффа Тиммонза. После того, как Липпман уговорил Ника и Джастина Джеффри переехать в Лос-Анджелес, они вчетвером начинают петь везде, где только могут. Позже Липпман покинул их, чтобы организовать другую группу, и был заменен Дрю Лаше, братом Ника.

## Музыкальная карьера

### 98 Degrees
Группа появилась в тот момент, когда основные их слушатели, подростки, были увлечены такими коллективами, как Spice Girls и Backstreet Boys, чьи хиты были на вершине всех чартов мира. И это вынудило Ника и его друзей дифференцировать себя от понятия «бой-бэнд». С самого начала они подчеркнули, что они написали большую часть своего собственного материала, который отражает влияние R&B на основу их поп-музыки. Они делали акцент на именно музыкальном различии между группами.
98 Degrees организовал Джонатан Липпман, и кроме него туда ещё входили — Ник Лаше, Джастин Джеффри и Джефф Тиммонз. Позже из-за ухода Липпмана в группе появился Дрю Лаше. 98 Degrees выпустили 4 альбома на сегодняшний день. Их дебютный альбом был одноименным — «98 Degrees» (1997), но первый настоящий успех пришёл к группе с выходом альбома «98 Degrees and Rising» (1998).
Другие их альбомы: «This Christmas» (1999), «Revelation» (2000), «The Collection» (2002). С момента выхода «The Collection» было продано более 10 миллионов записей группы.

### Сольная карьера

#### SoulO
11 ноября 2003 вышел сольный альбом Ника Лаше «SoulO». Несмотря на то, что альбом вышел в то время, когда шоу «Молодожёны» имело успех, он получился коммерчески провальным и получил скудные рецензии. Были выпущены 2 сингла из альбома: «This I Swear» (заглавная песня из «Молодожёнов») и «Shut Up» (трек из «Молодожёнов», во время которого Лаше делал видео). Процесс съемки клипа на «Shut Up» был показан на шоу Making the Video.

#### What’s Left of Me

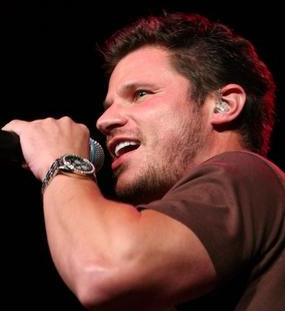
Ник Лаше на концерте

В 2005 пошли слухи, что Лаше вернулся на студию после провального «SoulO». Ник вскоре подтвердил, что он действительно вернулся в студию для записи второго сольного альбома под названием «What’s Left of Me» (Что осталось от меня). Альбом был выпущен 9 мая 2006 на Jive Records.
Первый сингл из этого альбома, «What’s Left of Me», вышел 21 февраля 2006. Песня быстро стала хитом, достигнув 6-й позиции в Billboard Hot 100. Одноименный альбом вышел в мае 2006 и дебютировал на второй позиции в Billboard 200. В июне 2006 сингл «What’s Left of Me» стал хитом № 1 в чарте Billboard’s Hot Dance Airplay. Вскоре после выхода сингла медиа стали строить предположения, что тексты песен были написаны о разводе Ника с Джессикой. В клипе на эту песню Ванесса Миннилло (VJ с MTV), исполняла роль Джессики, показывая последние дни в отношениях пары. Клип на второй сингл из альбома, «I Can’t Hate You Anymore», дебютировал на шоу популярных клипов MTV Total Request Live 26 июля 2006, достигнув 4-й позиции. Весной 2006 альбому «What’s Left of Me» RIAA присудила статус Золотого после продаж более чем 500 000 экземпляров внутри страны.
В июле 2006 лейбл Лаше Jive Records объявил о его туре What’s Left of Me. Тур начался 20 сентября 2006 и продолжался два месяца. Во время тура у Лаше были следующие музыканты: Робби Дженнет (ритм-гитара, вокал), Эл Берри (бас-гитара, вокал), Кристофер Пули (клавишные, вокал), Патрик Десэй (соло-гитара, вокал) и Дерек Уайатт (барабаны).

#### Другие проекты
Лаше записал песню Ordinary Day для телефильма Опры Уинфри «For One More Day» и появился на шоу Опры Уинфри 5 декабря 2007 для поддержки её. Фильм вышел в эфир 9 декабря. Песня была выпущена для iTunes 18 декабря 2007.

#### Coming Up for Air
Лаше работает над новым альбомом Coming Up for Air. Ранее он уже объявил MTV News, что он будет продолжать свой фирменный стиль баллады, но в альбоме проявится больше поп/роковых чувств. Первый сингл из альбома — «Patience», кавер-версия песни британского бой-бэнда Take That. Был выпущен в цифровой версии 27 января 2009. Альбом также включает в себя песню под названием «Temporary», написанная совместно и спетая дуэтом с Карой ДиоГарди. Второй сингл «All In My Head» вышел в цифровом виде в апреле 2009.
Ожидалось, что альбом выйдет в 2010, однако в январе 2010 Jive Records выпуск альбома был отложен на неопределенный срок.

## Телевидение

### Молодожёны: Ник и Джессика
Главная статья: Молодожёны: Ник и Джессика
Премьера реалити-шоу «Молодожёны: Ник и Джессика» состоялась на MTV в августе 2003 при огромном количестве зрителей. Скандальные высказывания, веселый образ жизни и мега-расходы молодой пары сделали шоу необыкновенным явлением. Благодаря ему пара стала общеизвестной.

### Taking the Stage
Шоу Taking the Stage вышло на MTV в марте 2009. Это музыкальное реалити-шоу, информирующее о жизни учеников из Школы креативного и изобразительного искусства в Цинциннати, в которой учился Ник. Он продюсировал шоу и появился в нём в третьем эпизоде.

### Другие телероли
Лаше начал принимать участие в актёрской работе после «Молодоженов». В частности он сыграл эпизодическую роль Лесли СентКлера, сотрудника и одного из парней Фиби Холливелл в сериале «Зачарованные» в седьмом сезоне (2004—2005). Среди других ролей — появление в сериалах «Королева экрана» (Hope and Faith) и «Близнецы»' (Twins). В декабре 2009 он был ведущим The Sing-Off, состоящее их 4-х частей соревнование певцов на NBC между а-капельными коллективами из США и Пуэрто-Рико.

### Альтер эго
В 2021 году Лаше был назначен одним из членов жюри в музыкальном песенном телешоу «Альтер эго» совместо с Аланис Мориссетт, Граймс и will.i.am.

## Личная жизнь
Ник Лаше встречался с Джессикой Симпсон четыре года, начиная с 1999. За это время они на 5 месяцев расходились, но говорили, что поддерживали контакт. Они вновь сошлись в 2001 и поженились 26 октября 2002. MTV показывало реалити-шоу о паре «Молодожёны: Ник и Джессика» в течение 4-х сезонов, начиная со дня их свадьбы.
После нескольких месяцев слухов и предположений таблоидов, Ник и Джессика объявили о своем разрыве в ноябре 2005. Окончательно оформили развод 30 июня 2006. После развода Ник выпустил клип на песню «What’s Left Of Me», в котором роль Джессики играла VJ MTV Ванесса Миннилло.
Вскоре после этого Лаше и Миннилло начали встречаться. В апреле 2007 года пара стала жить вместе, купив квартиру в Нью-Йорке в Atelier Condo Building. 23 июня 2009 Миннилло публично заявила, что они расстались после трех лет отношений. По состоянию на август 2009, Ник и Ванесса не вернулись к прежним отношениям, но они были замечены вместе в La Guardia 22 октября 2009, а также в аэропорту Цинциннати вместе позже в ту ночь.
В октябре 2009 Ник подтвердил возобновление отношений с Ванессой, а 4 ноября 2010 года Лаше и Миннилло объявили о своей помолвке.
15 июля 2011 года Ник и Ванесса поженились на одном из тропических островов. На церемонии присутствовали 35 самых близких друзей и родственников.12 сентября 2012 года у супругов родился сын Кэмден Джон Лаше. 5 января 2015 года у пары родилась дочь Бруклин Элизабет Лаше. 24 декабря 2016 года родился сын Феникс Роберт Лаше

### Спортивные интересы
Лаше является совладельцем команды Hollywood Fame, входящей в Американскую баскетбольную ассоциацию, которая начала играть в 2006; и совладельцем Tacoma Rainiers (команда младшей бейсбольной лиги).

## Дискография
98 Degrees:
- 1997: 98 Degrees
- 1998: 98 Degrees and Rising
- 1999: This Christmas
- 2000: Revelation
- 2002: The Collection

Ник Лаше:
- 2003 SoulO
- 2006 What’s Left of Me

## Фильмография
| Год  |    | Русское название   | Оригинальное название | Роль               |
| ---- | -- | ------------------ | --------------------- | ------------------ |
| 2004 | с  | Американские мечты | American Dreams       | Том Джонс          |
| 2004 | с  | Я с ней            | I’m with Her          | Тайлер Вэнс        |
| 2004 | с  | Зачарованные       | Charmed               | Лесли СентКлер     |
| 2004 | с  | Королева экрана    | Hope & Faith          | Крис               |
| 2005 | ф  | Нехитрое дельце    | The Hard Easy         | Джейсон Бернс      |
| 2005 | ф  | Колдунья           | Bewitched             | вьетнамский солдат |
| 2006 | тф | She Said/He Said   | She Said/He Said      | Дуэйн              |
| 2006 | с  | Близнецы           | Twins                 | Чарли              |
| 2007 | ф  | Вампирша           | Rise: Blood Hunter    | Дуэйн              |
| 2011 | с  | Гавайи 5.0         | Hawaii Five-0         | Тайлер             |

С 1997 по нынешнее время побывал на большом количестве разных шоу и снялся в роли себя во многих сериалах.